# SunTrust Indy Challenge 2005
SunTrust Indy Challenge 2005 var ett race som var den sjunde deltävlingen i IndyCar Series 2005. Racet kördes den 25 juni på Richmond International Raceway. Hélio Castroneves tog sin första seger för säsongen, följd av Dario Franchitti och Patrick Carpentier. Mästerskapsledaren Dan Wheldon utökade sitt avstånd ned till sammanlagda tvåan Tony Kanaan genom en femteplats. Castroneves var i sin tur bara tre poäng efter Kanaan.

## Slutresultat
| Plats | Förare             | Team                     | Grid | Kvaltid |
| ----- | ------------------ | ------------------------ | ---- | ------- |
| 1     | Hélio Castroneves  | Marlboro Team Penske     | 2    | 15,358  |
| 2     | Dario Franchitti   | Andretti Green Racing    | 5    | 15,538  |
| 3     | Patrick Carpentier | Cheever Racing           | 4    | 15,537  |
| 4     | Tomas Scheckter    | Panther Racing           | 19   | 16,045  |
| 5     | Dan Wheldon        | Andretti Green Racing    | 7    | 15,600  |
| 6     | Alex Barron        | Cheever Racing           | 9    | 15,628  |
| 7     | Tomáš Enge         | Panther Racing           | 8    | 15,627  |
| 8     | Bryan Herta        | Andretti Green Racing    | 6    | 15,565  |
| 9     | Kosuke Matsuura    | Fernández Racing         | 11   | 15,667  |
| 10    | Danica Patrick     | Rahal Letterman Racing   | 21   | 16,392  |
| 11    | Buddy Rice         | Rahal Letterman Racing   | 14   | 15,818  |
| 12    | Ed Carpenter       | Vision Racing            | 16   | 15,982  |
| 13    | Jimmy Kite         | Hemelgarn Racing         | 13   | 15,817  |
| 14    | A.J. Foyt IV       | A.J. Foyt Enterprises    | 17   | 16,029  |
| 15    | Darren Manning     | Chip Ganassi Racing      | 10   | 15,634  |
| 16    | Roger Yasukawa     | Dreyer & Reinbold Racing | 18   | 16,035  |
| 17    | Scott Sharp        | Fernández Racing         | 12   | 15,677  |
| 18    | Sam Hornish Jr.    | Marlboro Team Penske     | 1    | 15,319  |
| 19    | Tony Kanaan        | Andretti Green Racing    | 22   | -       |
| 20    | Vitor Meira        | Rahal Letterman Racing   | 15   | 15,917  |
| 21    | Ryan Briscoe       | Chip Ganassi Racing      | 3    | 15,459  |
| 22    | Scott Dixon        | Chip Ganassi Racing      | 20   | 16,132  |